# Gál János (festő)
Gál János (Székelyudvarhely, 1894. szeptember 28. – Budapest, 1976. december 27.)[forrás?] festőművész.

## Élete
Szülei: Gál János (Székelyudvarhely, 1859. január 21. – 1903. február 26.) dohány-, szivar-, fűszer- és gyarmatáru-kereskedő és Sombori Irma (Marosvásárhely, 1863. november 21. – Budapest, 1923). Gál János a gimnáziumi tanulmányait Székelyudvarhelyen végezte. Budapesten a Magyar Képzőművészeti Főiskolán tanult. Mesterei Bosznay István, Dudits Andor, Márton Ferenc, Strobl Alajos, Szentgyörgyi István, Mayer Antal. 
Az 1920-as évek elején Jászapátiban Vágó Pál mellett és Sárospatakon, a művésztelepen folytatta tanulmányait. 1925-ben a Fekvő lány című képét a főváros vásárolta meg. 1928-ban állami ösztöndíjjal Párizsba ment. Ekkor készültek párizsi képei. 1931-ben válogatott, csoportos kiállításon szerepeltek képei – a Magyar–Amerikai Kamara New York-i kiállításán 12 képe volt látható. 1937-től a Benczúr Társaság tagja volt.
Aktfestőként, de vallásos témák feldolgozójaként is ismert. E két téma egyesítése az 1942-ben festett Magdolna című képe. Első változatán Magdolna keblén csak egy gyöngysor van, majd a kebleket egy kendőrészlettel takarja el.
Köztéri munkaként a Szegedi Dóm üvegmozaikján is dolgozott.
A második világháború kettétörte pályáját. Továbbra is sokat dolgozott, de kiállítása csak 1957-ben Debrecenben, a Déri Múzeumban volt. Későbbiekben nem engedték kiállításra a képeit. Miután nem voltak kiállításai, a festészetből nem tudott megélni, ezért Újpesten rajztanárként dolgozott.
Halálakor Sashalmon, a Bajcsy Zsilinszky úton lakott. Az Ilona-telepi temetőben nyugszik.

## Díjak
- 1932: Ráth György-díj
- 1933: Jelisek Gida-emlékdíj
- 1934: Ferenc József festészeti díj
- 1935: Balló-díj
- 1938: Rothermere-díj